# Torrevieja
Torrevieja er en spansk by i provinsen Valencia i det østlige Spanien med et indbyggertal på 94.803 (2024).
Torrevieja ligger omkring 50 kilometer syd for storbyen Alicante, på den spanske østkyst og havde en befolkning på 90.097 ved folketællingen i 2011. Torrevieja var oprindeligt en saltmine- og fiskerlandsby, da den ligger mellem havet og to store saltsøer (Las Salinas, en pink sø).
I 1800-tallet, blev saltet hovedsageligt fragtet fra byen med svenske og hollandske skibe. På det tidspunkt var der kun begrænset efterspørgsel fra andre regioner i Spanien, hovedsageligt Galicien og i mindre grad Valencia. Ved begyndelsen af det 20. århundrede blev en fjerdedel af alt saltet, der blev høstet fra lagunen i Torrevieja, solgt i selve Spanien, og resten blev eksporteret til udenlandske markeder. I dag er det stadig en vigtig industri i Torrevieja og en stor arbejdsgiver.